# Shelby County (Illinois)
Shelby County is een county in de Amerikaanse staat Illinois.
De county heeft een landoppervlakte van 1.965 km² en telt 22.893 inwoners (volkstelling 2000). De hoofdplaats is Shelbyville.